# Notodden Station (1909-1919)
 Ikke at forveksle med Notodden Station.
Notodden Station (Notodden stasjon eller Notodden gamle stasjon) var en jernbanestation på Tinnosbanen, der lå i byen Notodden i Norge. Stationen blev åbnet 9. august 1909 som endestation for Tinnosbanen fra Tinnoset. Den blev nedlagt i 1919, da Tinnosbanen blev forbundet med Bratsbergbanen, og den nuværende Notodden Station blev taget i brug. Stationsbygningen, der blev opført efter tegninger af Thorvald Astrup, eksisterer dog stadig og ligger ved sporet til Notodden skysstasjon.